# His New Job
His New Job (Charlot cambia de oficio o Charlot debuta; en Argentina, Su nueva colocación) es un cortometraje mudo estadounidense con guion, dirección y actuación de Charles Chaplin. Fue estrenado el 1 de febrero de 1915.

## Argumento
El vagabundo Charlot consigue un empleo como tramoyista en un estudio cinematográfico. Cuando uno de los actores no llega, lo sustituye en la filmación y causa desastres hasta que lo echan.

## Reparto
- Charles Chaplin: figurante.
- Ben Turpin: figurante.
- Charlotte Mineau:[1] figurante.
- Leo White: actor /oficial de húsares.
- Robert Bolder:[2] presidente del estudio.
- Charles J. Stine:[3] director.
- Arthur W. Bates:[4] carpintero.
- Jess Robbins: Operador de cámara

### Actores in acreditar
- Charles Hitchcock:[5] un joven.
- Billy Armstrong: figurante.
- Agnes Ayres: figurante / secretaria.
- Gloria Swanson: figurante / estenógrafa.

## Crítica
Esta película rodada en Chicago fue la primera en la cual Chaplin recibió los créditos en la pantalla desde el comienzo. En todas las anteriores su crédito no estaba en el original sino que fue agregado en copias posteriores. Es también la primera vez que actúa con él el actor Ben Turpin.
En algunas escenas Charlot parodia a X Bushman, primer actor dramático de Essanay que era el ídolo romántico del momento. Es destacable la utilización escénica que hace Charlot de ciertos objetos, la asombrosa magia que le permite tomar un tubo acústico, una puerta oscilatoria, y ofrecer con ellos multitud de hallazgos cómicos.
Por contraste, otros personajes, el de Ben Turpin por ejemplo, parecen muñecos articulados. Chaplin usa las repeticiones como la del guiño a la estatua o la de la incursión en el escenario para darles efectos cómicos. El uniforme militar preanuncia interpretaciones de ese tipo que vendrán en películas siguientes (policía, pastor, soldado, etc.)
Ésta es la primera de las películas de Charlot que cuentan con el operador de cámara Roland Totheroh, quien durante los siguientes treinta y siete años acompañará a Chaplin en sus trabajos. Es destacable en éste un travelling de atrás oblicuo.